# Bíblia de Gustav Vasa

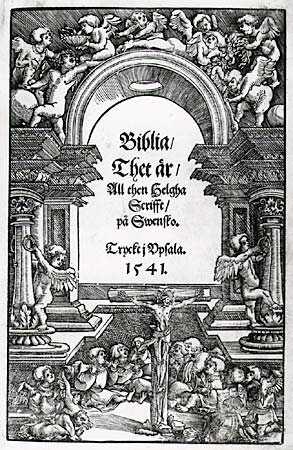
Portada

La Bíblia de Gustav Vasa és una traducció al suec de la Bíblia, publicada entre 1540-41. El text complet que apareix a la portada és: Biblia / Thet är / All then Helgha Scrifft / på Swensko. (La Bíblia/ Aquí hi ha/ Les Sagrades Escriptures al complet/ en suec).
Els autors de la traducció foren Laurentius Andreae i els germans Petri Olaus i Laurentius. De tots tres, l'arquebisbe Laurentius fou el veritable artífex. Amb tot, si la traducció no haugués estat encarregada pel rei Gustav Vasa, que havia trencat amb el papat el 1520, el text difícilment hagués estat possible en una versió tan primerenca.
La traducció segueix i és fidel a la versió en alemany de Martí Luther de 1526, no tant en la llengua, sinó sobretot en les fonts i la tipografia gòtica del conjunt. La versió danesa, que s'havia imprès uns anys abans, també feia el mateix.
Aquesta traducció és important perquè estableix un estàndard per al suec. D'aquesta manera es marquen una manera uniforme d'escriure el suec, com per exemple el final dels infinitius en -a en comptes de la terminació -e més propera al danès. També defineix l'ús de les vocals å, ä, ö. S'usa th per al so /ð/, com en anglès, com apareix ja a la portada, tot i que es va abandonar per acabar fent servir d.
Aquesta Bíblia fou, amb algunes revisions, l'única Bíblia en suec fins al 1917. Es va reimprimir en facsímil el 1938 i el 1960. Amb tot, avui dia, poca gent és capaç de llegir el text, això es deu per un costat a l'ortografia i per l'altre a la tipografia.